# 彰考館文庫
彰考館文庫（しょうこうかんぶんこ）は、水戸藩が大日本史編纂のために儲けた修史局（史局）の資料を引き継ぎ、研究者を対象に一般公開している施設である。

## 概要
彰考館文庫の設置者は、公益財団法人徳川ミュージアムである。所蔵品は、主に茨城県水戸市見川1丁目にある徳川ミュージアム（公共博物館）の敷地内に置かれている。事前予約をすることで、東京レファレンスルームにて資料の閲覧などができるが、同レファレンスルームは2020年（令和2年）10月29日よりサービス休止中である。